# 日本の大学ラグビーチーム
日本の大学ラグビーチーム（にほんのだいがくラグビーチーム）では、日本国内の大学ラグビーチームを列記する。

## あ行
- 青山学院大学ラグビー部
- 朝日大学ラグビー部
- 大阪教育大学ラグビー部
- 大阪経済大学ラグビー部
- 大阪産業大学ラグビー部
- 大阪体育大学ラグビー部
- 大阪大学ラグビー部
- 大阪商業大学ラグビー部

## か行
- 学習院大学ラグビー部
- 鹿児島大学ラグビー部
- 神奈川大学ラグビー部
- 関西大学ラグビー部
- 関西学院大学ラグビー部
- 環太平洋大学ラグビー部
- 関東学院大学ラグビー部
- 九州大学ラグビー部
- 九州共立大学ラグビー部
- 京都産業大学ラグビー部
- 京都大学ラグビー部
- 近畿大学ラグビー部
- 熊本大学ラグビー部
- 熊本学園大学ラグビー部
- 慶應義塾體育會蹴球部
- 國學院大學ラグビー部
- 国際武道大学ラグビー部
- 国士舘大学ラグビー部
- 甲南大学ラグビー部
- 神戸大学ラグビー部
- 駒澤大学ラグビー部

## さ行
- 埼玉工業大学ラグビー部
- 志學館大学ラグビー部
- 首都大学東京ラグビー部
- 順天堂大学ラグビー部
- 城西大学ラグビー部
- 上智大学ラグビー部
- 駿河台大学ラグビー部
- 成蹊大学ラグビー部
- 成城大学ラグビー部
- 西南学院大学ラグビー部
- 摂南大学ラグビー部
- 専修大学ラグビー部
- 崇城大学ラグビー部
- 創価大学ラグビー部

## た行
- 大東文化大学ラグビー部
- 拓殖大学ラグビー部
- 玉川大学ラグビー部
- 千葉大学ラグビー部
- 中央大学ラグビー部
- 中京大学ラグビー部
- 朝鮮大学校ラグビー部
- 筑波大学ラグビー部
- 帝京大学ラグビー部
- 天理大学ラグビー部
- 東海大学体育会ラグビーフットボール部
- 東京学芸大学ラグビー部
- 東京工業大学ラグビー部
- 東京大学運動会ラグビー部
- 東京都市大学ラグビー部
- 東京農業大学ラグビー部
- 東京理科大学ラグビー部
- 同志社大学ラグビー部
- 東洋大学ラグビー部
- 獨協大学ラグビー部

## な行
- 日本大学ラグビー部
- 日本体育大学ラグビー部
- 日本文理大学ラグビー部
- 名古屋大学ラグビー部
- 新潟食料農業大学ラグビー部

## は行
- 白鷗大学ラグビー部
- 花園大学ラグビー部
- 一橋大学ラグビー部
- 広島大学ラグビー部
- 福岡大学ラグビー部
- 福岡工業大学ラグビー部
- 法政大学ラグビー部
- 防衛大学校ラグビー部

## ま行
- 武蔵大学ラグビー部
- 明治大学ラグビー部
- 明治学院大学ラグビー部

## や行
- 山梨学院大学ラグビー部
- 横浜国立大学ラグビー部

## ら行
- 立教大学ラグビー部
- 立正大学ラグビー部
- 立命館大学ラグビー部
- 龍谷大学ラグビー部
- 流通経済大学ラグビー部

## わ行
- 早稲田大学ラグビー蹴球部